# 縁かいな節
縁かいな節（えんかいなぶし）は、明治に流行した、俗謡の曲名。

## 概略
明治6年ころに詠われはじめた俗曲「四季の縁」は
と詠われ、結びの「縁かいな」という現やかな趣が喜ばれて流行した。
明治24年ころには、「新縁かいな節」として
などと詠われた。